# Демченко Микола Нестерович
Мико́ла Не́стерович Де́мченко (9 [21] травня 1896, Лебедин, нині Україна — 30 жовтня 1937, Москва, СРСР) — український радянський партійний та державний діяч, активний учасник колективізації. Кандидат у члени ЦК КП(б)У в травні 1924 — грудні 1925 р. Член Центральної Контрольної Комісії КП(б)У в грудні 1925 — листопаді 1927 р. Член ЦК КП(б)У в листопаді 1927 — травні 1937 р. Член Оргбюро ЦК КП(б)У в листопаді 1927 — червні 1928 р. Кандидат у члени Політбюро ЦК КП(б)У в червні 1928 — березні 1931 р. Член Політбюро ЦК КП(б)У в березні 1931 — січні 1937 р. Кандидат у члени ЦК ВКП(б) в лютому 1934 — жовтні 1937 р.

## Біографія
Народився 9 (21) травня 1896 року в місті Лебедині (Харківська губернія, Російська імперія, нині Сумської області, Україна) в міщанській родині. У 1915 році закінчив гімназію у Лебедині. Навчався на медичному факультеті Харківського університету, закінчив у березні 1917 року два курси.
Член РСДРП(б) з листопада 1916 року.
У квітні — жовтні 1917 року — голова Лебединської міської ради Харківської губернії. У жовтні — грудні 1917 року — рахівник на цукровому заводі в селі Чупахівці Харківської губернії. У січні — квітні 1918 року — голова Лебединського повітового революційного комітету Харківської губернії.
У травні — червні 1918 року — в евакуації в містах Готня, Таганрог, Ростов-на-Дону, Москва. У червні — грудні 1918 року — заступник завідувача, а у грудні 1918 — вересні 1919 року — завідувач Воронезького губернського земельного відділу. У вересні — листопаді 1919 року — голова Задонського революційного комітету Воронезької губернії. У грудні 1919—1920 року — завідувач Саратовського губернського земельного відділу. У 1920—1921 роках — член секретаріату, член Бюро, відповідальний секретар Самарського губернського комітету РКП(б). У 1921 — серпні 1923 року — начальник управління радгоспів Народного комісаріату землеробства Російської СФРР.
У вересні 1923 — квітні 1925 року — відповідальний секретар Волинського губернського комітету КП(б)У в місті Житомирі.
У квітні 1925 — лютому 1927 року — заступник голови Центральної Контрольної Комісії КП(б)У — заступник народного комісара Робітничо-Селянської Інспекції (РСІ) Української СРР. У лютому 1927 — березні 1928 року — завідувач організаційно-розподільного відділу ЦК КП(б)У в Харкові.
У березні 1928 — 25 грудня 1929 року — відповідальний секретар Київського окружного комітету КП(б)У.
У грудні 1929 — січні 1932 року — народний комісар землеробства Української СРР.
У лютому 1932 — червні 1934 року — 1-й секретар Київського обласного і міського комітетів КП(б)У.
У червні 1934 — вересні 1936 року — 1-й секретар Харківського обласного і міського комітетів КП(б)У.
У вересні 1936 — квітні 1937 року — 1-й заступник народного комісара землеробства СРСР. 11 квітня — 22 липня 1937 року — народний комісар зернових і тваринницьких радгоспів СРСР.
22 липня 1937 року заарештований. 29 жовтня 1937 року засуджений до смертної кари за «участь в антирадянському центрі заколотників». Розстріляний у Москві. Реабілітований у 1954 році.